# Gesù bambino benedicente
Gesù bambino benedicente è un dipinto, tempera su tavola (69x33,8 cm), di Andrea Mantegna, databile con incertezza al 1455-1460 circa e conservato nella National Gallery of Art di Washington.

## Storia
L'opera è attribuita (ma non univocamente da tutti gli storici) al periodo giovanile a Padova dell'artista. È conosciuta dal 1901, quando si trovava nella collezione di Sir Francis Cook a Richmond, nel Surrey. Passata ai suoi discendenti, venne messa nel mercato antiquario londinese nel 1947, quando venne acquistata da Alessandro Contini-Bonacossi, il quale la rivendette l'anno successivo alla Fondazione di Samuel H. Kress. Venne donata alla National Gallery nel 1952.

## Descrizione e stile
Il soggetto, piuttosto insolito, era forse nato per la devozione privata oppure faceva parte di un complesso più ampio.
La tavola appare oggi molto danneggiata, avendo ormai perso l'originale brillantezza dei colori, ma sono ancora leggibili alcuni preziosi dettagli, come le fitte increspature della veste del Bambino, o i riflessi delle parti dorate della veste e del bastone con la croce.